# Francisco Manuel do Nascimento

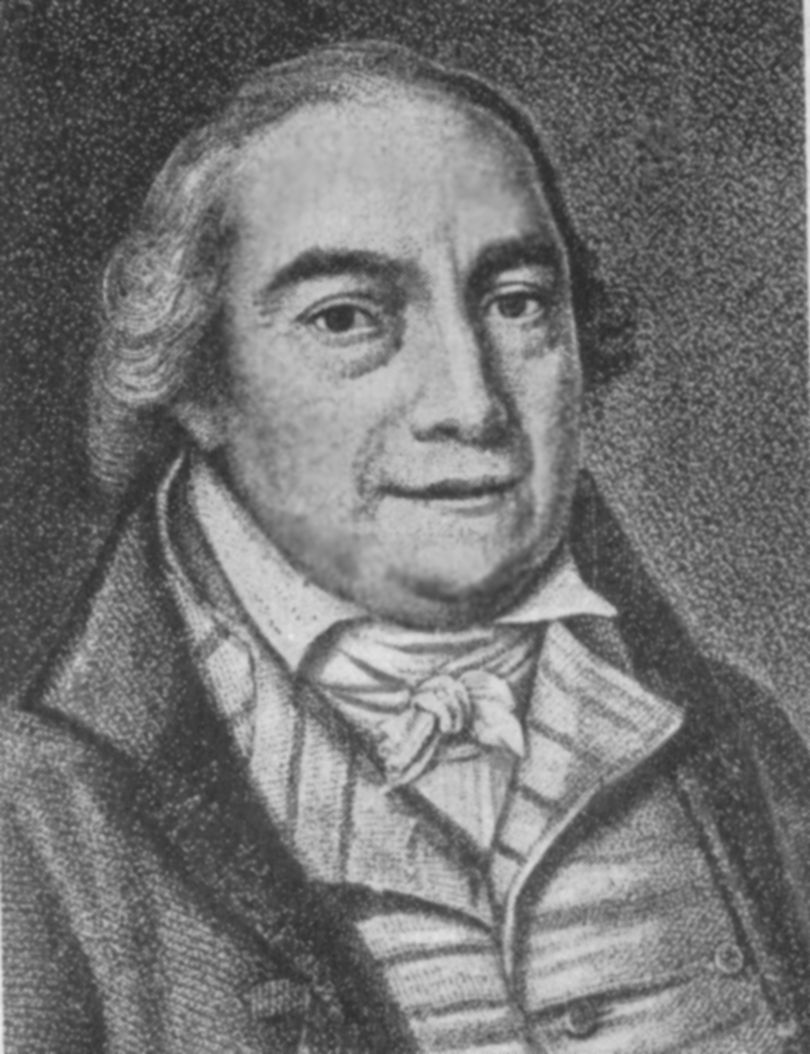
Manuel do Nascimento

Francisco Manuel do Nascimento (Pseudonym: Filinto Elísio, * 21. Dezember 1734 in Lissabon; † 25. Februar 1819 in Paris) war ein portugiesischer Lyriker, Ordensmann und Übersetzer.
Er wurde in Lissabon geboren und 1754 zum Geistlichen geweiht. Aufgrund seiner liberalen Haltung musste er 1778 nach Paris emigrieren, wo er 1819 starb.
Do Nascimento war mit dem französischen Schriftsteller Lamartine befreundet. Seine ersten Gedichte wurden zwischen 1817 und 1819 in Paris veröffentlicht.
Sein Gesamtwerk erschien erstmals zwischen 1836 und 1840 in Portugal.
Oden und Satiren gehörten zu den Hauptgattungen in seiner Lyrik. Auch tat er sich als Übersetzer von Wieland, La Fontaine und Chateaubriand hervor. Insgesamt gilt er als ein Wegbereiter der Aufklärung in Portugal.
Er war der letzte und bedeutendste Vertreter des arkadischen Formalismus in Portugal und Mitglied der 2. Arcádia Lusitana, sein Name dort lautete Filinto Elisio.